# East Northamptonshire
East Northamptonshire is een Engels district in het shire-graafschap (non-metropolitan county OF county) Northamptonshire en telde in 2018 zo'n 94.000 inwoners. De oppervlakte bedraagt 510 km².
Van de bevolking is 14,9% ouder dan 65 jaar. De werkloosheid bedraagt 2,5% van de beroepsbevolking (cijfers volkstelling 2001).

## Civil parishesin district East Northamptonshire
Aldwincle, Apethorpe, Ashton, Barnwell, Benefield, Blatherwycke, Brigstock, Bulwick, Chelveston-cum-Caldecott, Clopton, Collyweston, Cotterstock, Deene, Deenethorpe, Denford, Duddington-with-Fineshade, Easton on the Hill, Fotheringhay, Glapthorn, Great Addington, Hargrave, Harringworth, Hemington, Higham Ferrers, Irthlingborough, Islip, King’s Cliffe, Laxton, Lilford-cum-Wigsthorpe, Little Addington, Lowick, Luddington, Lutton, Nassington, Newton Bromswold, Oundle, Pilton, Polebrook, Raunds, Ringstead, Rushden, Southwick, Stanwick, Stoke Doyle, Sudborough, Tansor, Thorpe Achurch, Thrapston, Thurning, Titchmarsh, Twywell, Wadenhoe, Wakerley, Warmington, Woodford, Woodnewton, Yarwell.